# الانتخابات العامة لإمارة شرق الأردن 1934
الانتخابات العامة لعام 1934 عقدت في إمارة شرق الأردن.

## النظام الانتخابي
أخذ القانون الأساسي لسنة 1928 بنظام (المجلس الواحد) ويتألف من 16 نائبا منتخبا وفقاً لقانون الانتخاب، ومن رئيس الوزراء وأعضاء مجلس الوزراء، وعددهم (6)، وكان أعضاء مجلس الوزراء أعضاء لهم حق التصويت في المجلس التشريعي .

## النتائج
الستة عشر عضو المنتخبون هم:
1. ماجد العدوان.
2. واصف البشارة.
3. مثقال الفايز.
4. محمود الفنيش.
5. نظمي عبد الهادي.
6. محمد كريشان.
7. رفيفان المجالي.
8. فوزي الملقي.
9. الحاج فوزي النابلسي.
10. صالح العوران.
11. الحاج أسعد الخليل.
12. سليمان الخليل.
13. عبد الله الكليب.
14. فلاح الظاهر.
15. متري الزريقات.
16. حامد بن جازي.

## نتائج أخرى
أنتخب المجلس التشريعي الثالث في ظل حكومة دولة السيد إبراهيم هاشم  والتي شكلت بتاريخ 18/10/1933 وامتدت فترة تلك الوزارة حتى تاريخ استقالتها في 27/9/1938 والتي دخل أعضاؤها في المجلس التشريعي الثالث كأعضاء غير منتخبين ومنهم إبراهيم هاشم وعودة القسوس وسعيد المفتي وشكري شعاشعة وهاشم خير وقاسم الهنداوي.